# Brasão de armas do Sudão do Sul
O brasão de armas do Sudão do Sul foi adotado após a independência do país, em 9 de julho de 2011, decidida por um referendo que aprovou a independência em relação ao Sudão.
O design consiste em uma águia-pesqueira-africana em pé diante de escudos e lanças. A águia é retratada olhando sobre seu ombro direito, com as asas estendidas, e detém em suas garras um rolo com o nome do país.

## História

### Governo Autônomo do Sudão do Sul
O Governo Autônomo do Sudão do Sul, que existiu entre 2005 e 2011, usava um emblema que consistia no brasão de armas do Sudão rodeado pela legenda "GOVERNMENT OF SOUTHERN SUDAN" ("GOVERNO DO SUDÃO DO SUL") e "GOSS" (sigla de Government of South Sudan). O brasão do Sudão possui um secretário trazendo um escudo tradicional. Dois rolos aparecem no brasão; o de cima ostenta o lema nacional, Our Victory (Nossa Vitória), e o de baixo o título do país, "Republic of The Sudan" ("República do Sudão").
Outro emblema também foi usado por agências e escritórios do Governo Autônomo do Sudão do Sul. Esse brasão era similar como os de Quênia e Uganda, países vizinhos membros da Commonwealth. Ele retratava um escudo africano tradicional estilizado com a bandeira do Sudão do Sul, e cruzado por lanças. O escudo era segurado por uma cegonha-bico-de-sapato e um rinoceronte. Representava também a cultura local e as águas do rio Nilo, com um rolo com o lema "Justice, Equality, Dignity" ("Justiça, Igualdade, Dignidade").

Emblema do Sudão do Sul 2005-2011
Brasão de armas não oficial 2005-2011